# EO Волос Вероники
EO Волос Вероники (лат. EO Comae Berenices) — одиночная переменная звезда* в созвездии Волос Вероники на расстоянии приблизительно 20874 световых лет (около 6400 парсек) от Солнца. Видимая звёздная величина звезды — от +15,5m до +14,7m.

## Характеристики
EO Волос Вероники — жёлто-белая пульсирующая переменная звезда типа RR Лиры (RRAB) спектрального класса F6. Эффективная температура — около 6332 K.